# Henrik Pfeiffer
Henrik Pfeiffer (* 17. September 1964 in Potsdam) ist ein deutscher evangelischer Theologe und Alttestamentler und seit dem Wintersemester 2009/10 Ordinarius auf dem Lehrstuhl Altes Testament I (Geschichte und Literaturgeschichte) der Friedrich-Alexander-Universität Erlangen-Nürnberg.

## Leben
Von 1986 bis 1992 studierte Pfeiffer Evangelische Theologie am Sprachenkonvikt in Berlin (Ost) und der Humboldt-Universität zu Berlin. Im Anschluss an sein Studium arbeitete er von 1993 bis 2005 als Wissenschaftlicher Mitarbeiter am alttestamentlichen Lehrstuhl von Matthias Köckert an der HU Berlin. Er wurde 1997 mit einer Arbeit über Hosea promoviert und habilitierte sich 2003 mit einer Arbeit über die Traditionen der Herkunft des Gottes Jahwe. Im Jahre 2003 wurde Pfeiffer Privatdozent für Altes Testament an der Humboldt-Universität zu Berlin. Von 2006 bis 2008 war Pfeiffer Heisenberg-Stipendiat der Deutschen Forschungsgemeinschaft. Im Sommersemester 2007 hatte er einen Lehrauftrag zur Verwaltung der vakanten Professur Altes Testament an der Friedrich-Schiller-Universität Jena inne. Seit Wintersemester 2009/2010 ist Pfeiffer Ordinarius für Altes Testament an der Friedrich-Alexander-Universität Erlangen-Nürnberg.

## Forschungsschwerpunkte
Forschungsschwerpunkte Pfeiffers sind die Religions- und Literaturgeschichte des Alten Testaments, das Zwölfprophetenbuch und die deuteronomistische Literatur (besonders das Richterbuch). Laufende Publikationsprojekte sind die Kommentierung des Richterbuches für das Handbuch zum Alten Testament (HAT) und die Erarbeitung einer Religionsgeschichte Syriens und Palästinas im Rahmen des Sammelwerkes Religionen des Alten Orients für die Grundrisse zum Alten Testament (GAT).

## Auszeichnungen
Im Jahr 2004 wurde Pfeiffer für seine Habilitationsschrift mit dem Hanns-Lilje-Preis zur Förderung der Theologischen Wissenschaft der Akademie der Wissenschaften zu Göttingen ausgezeichnet.

## Publikationen (Auswahl)

### Monografien
- Das Heiligtum von Bethel im Spiegel des Hoseabuches, FRLANT 183,1999. (Diss. HU Berlin)
- Jahwes Kommen von Süden. Jdc 5; Hab 3; Dtn 33 und Ps 68 in ihrem literatur- und theologiegeschichtlichen Umfeld, FRLANT 211, 2005. (Habil. HU Berlin) (online)

### Herausgeberschaft
- (zusammen mit Anselm C. Hagedorn), Die Erzväter in der biblischen Tradition, Festschrift M. Köckert, BZAW 400, Berlin / New York 2009

### Aufsätze
- Zechen und Lieben. Zur Frage einer Göttin-Polemik in Hos 4,16-19, UF 28, 1996, 495-511.
- Der Baum in der Mitte des Gartens. Zum überlieferungsgeschichtlichen Ursprung der Paradieserzählung, Teil I: Analyse, ZAW 112, 2000, 487-500.
- Der Baum in der Mitte des Gartens. Zum überlieferungsgeschichtlichen Ursprung der Paradieserzählung, Teil II: Prägende Traditionen und theologische Akzente, ZAW 113, 2001, 2-16.
- Bemerkungen zur Ritualgeschichte von Lev 16, in: T. Richter u. a. (Hg.), Kulturgeschichten. Altorientalische Studien für Volkert Haas zum 65. Geburtstag, Saarbrücken, 2001, 314-326.
- „Ein reines Herz schaffe mir, Gott!“. Zum Verständnis des Menschen nach Ps 51, ZThK 102, 2005, 293-311.
- Jahwes Kommen von Süden. Herkunft und Alter einer zentralen Vorstellung im Alten Testament, Jahrbuch der Akademie der Wissenschaften zu Göttingen 2006, 115-120.
- Gottesbild und Kosmologie. Ein Korreferat, in: Chr. Markschies / J. Zachuber (Hg.), Die Welt im Bild, AKG 107, Berlin-New York, 2008.
- Die Trennung von Himmel und Erde im ägyptischen Weltbild, in: J. Brüning / P. Deuflhard / Chr. Markschies u. a. (Hg.), Atlas der Weltbilder, Berlin 2009 (im Druck).
- Sodomie in Gibea. Der kompositionsgeschichtliche Ort von Jdc 19, in: C. Hagedorn / H. Pfeiffer (Hg.), Die Erzväter in der biblischen Tradition, BZAW 400, Berlin / New York 2009, 267-289.

### Lexikonartikel
- Art.: Adam und Eva, in: M. Bauks / K. Koenen (Hg.), Das wissenschaftliche Bibellexikon im Internet, 2007. wibilex.de.
- Art.: Eden, in: M. Bauks / K. Koenen (Hg.), Das wissenschaftliche Bibellexikon im Internet, 2007, wibilex.de.
- Art.: Paradies/Paradieserzählung, in: M. Bauks / K. Koenen (Hg.), Das wissenschaftliche Bibellexikon im Internet, 2007, wibilex.de.
- Art.: Mosesegen, in: M. Bauks / K. Koenen (Hg.), Das wissenschaftliche Bibellexikon im Internet, 2007, wibilex.de.
- Art.: Gottesbezeichnungen/Gottesnamen, Das wissenschaftliche Bibellexikon im Internet, 2007, wibilex.de.
- Art.: Bethel, Bethel (Place), EBR (im Druck).
- Art.: Bethel (Deity), EBR (im Druck).

### Rezensionen
- Rez. zu K. Koenen, Bethel. Geschichte, Kult und Theologie, OBO 192, 2003, OLZ 100, 2005, 495-500.
- Rez. zu M. Köhlmoos, Bethel - Erinnerungen an eine Stadt. Perspektiven der alttestamentlichen Bet-El-Überlieferung, FAT 49, 2006, OLZ 102, 2007, 465-470. - Kurzanzeigen in der Bücherschau der ZAW.